# Roma (Queensland)
Roma é um município rural no estado de Queensland, a 420 quilômetros do oeste de Brisbane, declarado como município em 1867.